# Abstract Wikipedia
Abstract Wikipedia utilitza Wikifunctions per crear una versió independent de l'idioma de la Viquipèdia utilitzant les seves dades estructurades.
L'objectiu de l'Abstract Wikipedia és que més persones comparteixin més coneixements en més idiomes. Així, Abstract Wikipedia és una extensió conceptual de Wikidata, ja que la gent pot crear i mantenir articles de la Viquipèdia d'una manera independent de la llengua. La Viquipèdia en una llengua determinada pot traduir aquest article independent de la llengua diferent de la seva llengua. El codi fa la traducció.
Wikifunctions és un nou projecte de Wikimedia que permet a qualsevol persona crear i mantenir codi. Això és útil de moltes maneres diferents. Proporciona un catàleg de tota mena de funcions que qualsevol pot cridar, escriure, mantenir i utilitzar. També proporciona codi que tradueix l'article independent de la llengua de la Viquipèdia abstracta a l'idioma d'una Viquipèdia. Això permet que tothom pugui llegir l'article en el seu idioma. Per tant, les "viquifuncions" usaran el coneixement sobre paraules i entitats de Wikidata.
El projecte global va ser concebut per Denny Vrandečić, cofundador de Wikidata, en un document de treball de Google l'abril de 2020, proposat formalment el maig de 2020 (amb el nom de Wikilambda) i aprovat pel patronat de la Fundació Wikimedia el juliol de 2020 com a Abstract Wikipedia. El març de 2021, Vrandečić va publicar una visió general del sistema a l'article "Building a Multilingual Wikipedia" a la revista d'informàtica Communications of the ACM.